# Pieter Bleeker

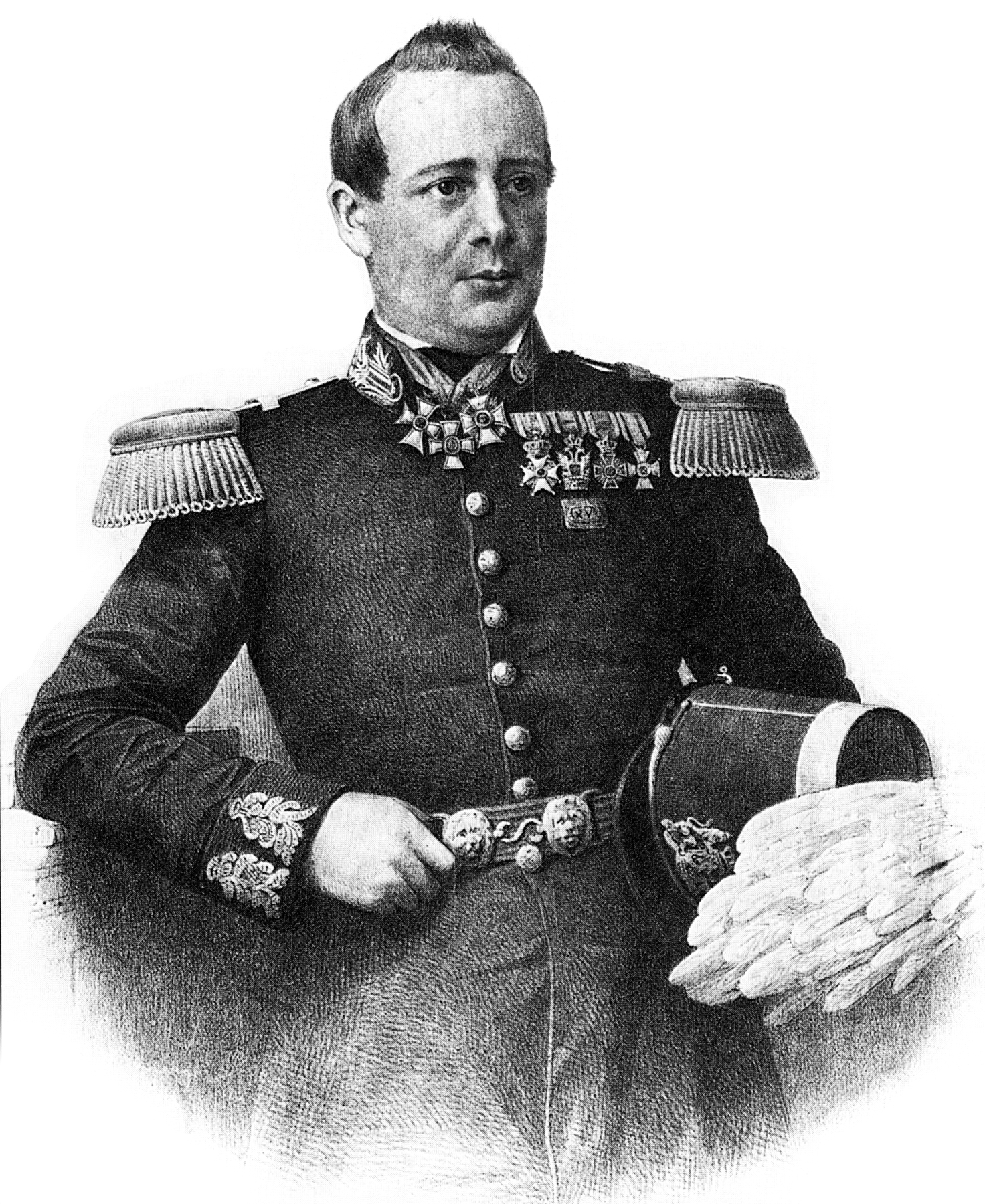
Pieter Bleeker

Pieter Bleeker (ngày 10 tháng 7 năm 1819, Zaandam – ngày 24 tháng 1 năm 1878, The Hague) là một bác sĩ, nhà tự nhiên học, nhà ngư học và nhà bò sát học người Hà Lan nổi tiếng vì những nghiên cứu về cá ở Đông Nam Á. Ông viết cuốn Atlas Ichthyologique des Indes Orientales Néêrlandaises (Tập bản đồ Ngư học Đông Ấn Hà Lan) được xuất bản năm 1862–1877.
Trong thời gian 1842-1860, ông là một sĩ quan quân y trong quân đội Hà Lan đóng tại Indonesia. Trong thời gian này, ông đã nghiên cứu thêm về cá ngoài công việc của một bác sĩ. Sau khi về nước ông bắt đầu công bố Atlas Ichthyologique des Indes Orientales Néêrlandaises, bao gồm mô tả bao hàm toàn diện các nghiên cứu của ông tại Indonesia và có trên 1.500 hình minh họa. Sách này được xuất bản thành 36 quyển trong giai đoạn từ năm 1862 tới khi ông mất năm 1878. Từ năm 1977 tới năm 1983, Viện Smithsonian tái bản tác phẩm này thành 10 quyển.
Ông đã viết trên 500 bài báo về ngư học, mô tả 511 chi mới và 1.925 loài mới. Ông cũng hoạt động trong bò sát học, mô tả ít nhất 14 loài bò sát, phần lớn trong số này được mô tả trong Reptilien van Agam.
Năm 1855 ông trở thành viện sĩ thông tấn của Viện Hàn lâm Nghệ thuật và Khoa học Hoàng gia Hà Lan, ban Natuurkunde (khi đó là Khoa học Tự nhiên) và năm 1862 là viện sĩ. Năm 1856 ông được bầu làm thành viên thông tấn của Muséum national d'histoire naturelle ở Paris. Tháng 1 năm 1864 ông được trao tặng Bắc Đẩu Bội tinh (Légion d'honneur) của Pháp. Ông là chủ tịch của Viện Nghiên cứu Đông Nam Á và Caribe Hoàng gia Hà Lan.